# Lycenchelys lonchoura
Lycenchelys lonchoura är en fiskart som beskrevs av Anderson, 1995. Lycenchelys lonchoura ingår i släktet Lycenchelys och familjen tånglakefiskar. Inga underarter finns listade i Catalogue of Life.